# Saint-Maurice-Montcouronne
Saint-Maurice-Montcouronne – miejscowość i gmina we Francji, w regionie Île-de-France, w departamencie Essonne.
Według danych na rok 1990 gminę zamieszkiwało 1279 osób, a gęstość zaludnienia wynosiła 142 osób/km² (wśród 1287 gmin regionu Île-de-France Saint-Maurice-Montcouronne plasuje się na 581. miejscu pod względem liczby ludności, natomiast pod względem powierzchni na miejscu 423.).